# Pomnik konny Marka Aureliusza

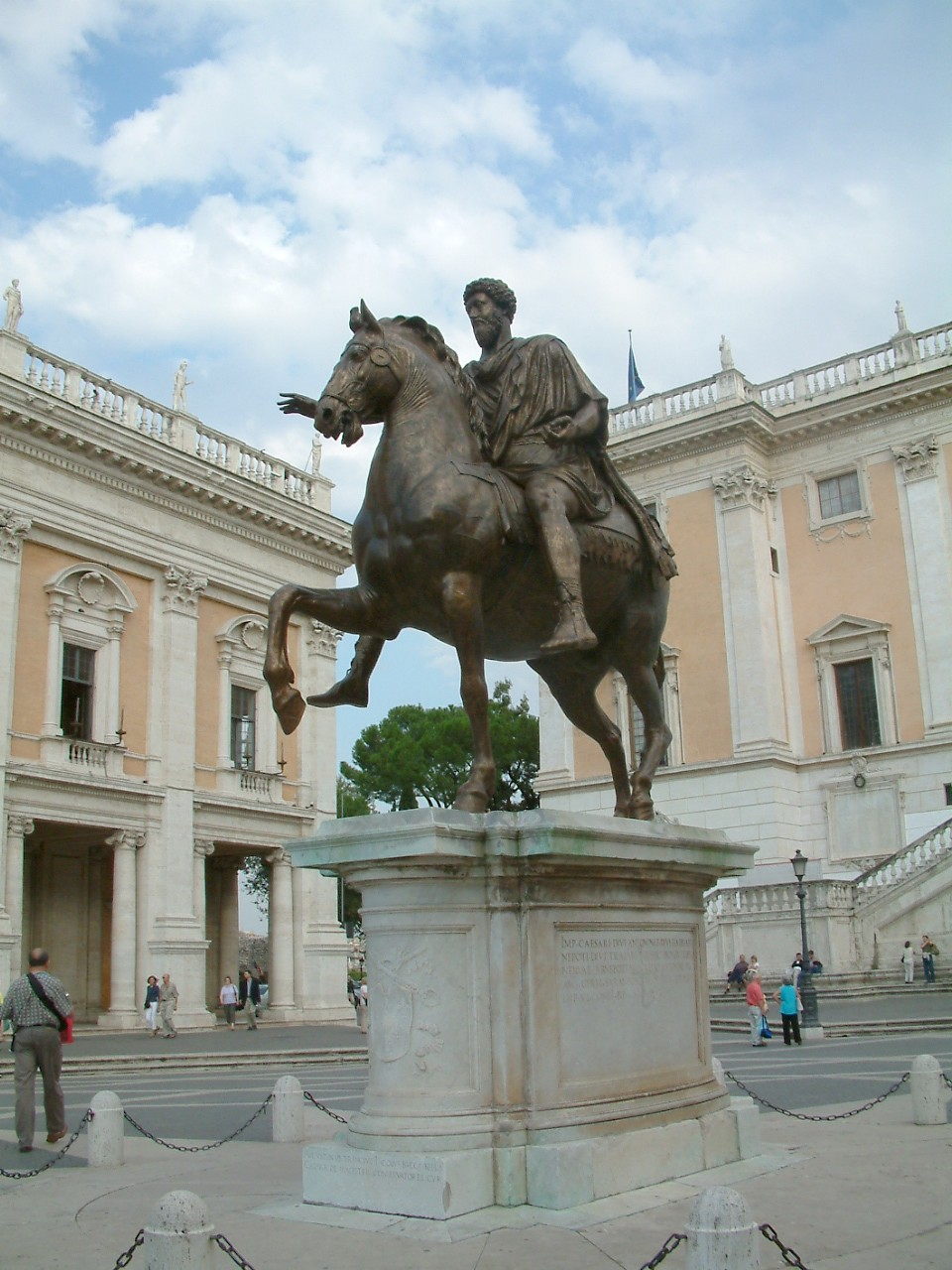
Współczesna kopia pomnika na Placu Kapitolińskim

Pomnik konny Marka Aureliusza – antyczny posąg na Kapitolu w Rzymie, wykonany w roku 175 n.e., przedstawiający  cesarza rzymskiego Marka Aureliusza. 
Wykonany został z brązu pokrytego częściowo złotem. Jest to jedyny zachowany antyczny pomnik konny, który w średniowieczu był mylnie uważany za pomnik cesarza Konstantyna I Wielkiego. Był inspiracją dla licznych pomników konnych w późniejszych epokach, głównie w renesansie i klasycyzmie (m.in. pomnik Gattamelaty w Padwie czy pomnik księcia Józefa Poniatowskiego w Warszawie). 
Do 1981 statua znajdowała się na Piazza del Campidoglio, przed Pałacem Senatorskim, następnie została przeniesiona do Muzeów Kapitolińskich, a na miejscu antycznego posągu ustawiono jego kopię.

## Historia
Posąg został wykonany w 175 roku n.e. przez anonimowego rzymskiego artystę. Kwestia jego pierwotnego usytuowania nie jest rozstrzygnięta. Prawdopodobnie stał na Forum Romanum albo na Piazza Colonna (gdzie znajduje się także inne dzieło związane z tym samym cesarzem – kolumna z reliefowymi scenami poświęconym jego wojnom z plemionami germańskimi). Na podstawie zachowanych zabytków numizmatycznych wiadomo, iż na ziemiach cesarstwa często odlewano i stawiano konne posągi władców, jednakże ze względu na pogański charakter w średniowieczu systematycznie je niszczono. Pomnik Marka Aureliusza ocalał, ponieważ w średniowieczu postać tę utożsamiano z Konstantynem I Wielkim, który proklamował swobodę wyznawania chrześcijaństwa. W VIII wieku na życzenie papieża posąg został ulokowany na terenie papieskiej rezydencji na Lateranie. W roku 1538 na polecenie papieża Pawła III przeniesiono go na Plac Kapitoliński, który wraz z otaczającą zabudową zaprojektował Michał Anioł. Artysta ten wykonał również postument pod statuę. Oryginał dzieła znajdował się na placu aż do 1981, kiedy zdecydowano o przeniesieniu go do Muzeów Kapitolińskich i zastąpieniu współczesną kopią.

## Opis
Pomnik konny Marka Aureliusza obrazuje autorytet, siłę i boski wymiar rzymskiego imperatora. Cechy te podkreślono poprzez ponadnaturalną wielkość jeźdźca, reprezentacyjność postaci i symboliczny gest. Towarzyszy on tzw. adlocutio, czyli uroczystemu przemówieniu cesarza rzymskiego do oddziałów wojskowych. Motyw ten częstokroć pojawiał się w sztuce doby cesarza Oktawiana Augusta; czołowym przykładem jest posąg cesarza Augusta z Prima Porta (Muzea Watykańskie). W kontekście polityki militarnej Marka Aureliusza gest przy zwróceniu się do wojsk jest w pełni uzasadniony, tym bardziej, iż najprawdopodobniej u stóp konia (poniżej lekko podniesionego przedniego prawego kopyta) znajdowała się figura pokonanego barbarzyńcy. Tym samym rzeźbiarz chciał ukazać cesarza jako zwycięzcę i wojennego herosa, choć pomnikowej postaci władcy brak jakiegokolwiek uzbrojenia, a rząd koński jest niekompletny.